# 锁相放大器
锁相放大器（英語：lock-in amplifier），也称为相位检测器，是一种可以从干扰极大的环境（信噪比可低至-60dB，甚至更低）中分离出特定载波频率信号的放大器，由普林斯顿大学的物理学家罗伯特·H·迪克发明。
锁相放大器技术于20 世纪30 年代问世，并于20 世纪中期进入商业化应用阶段，这种电子仪器能够在极强噪声环境中提取信号幅值和相位信息。锁相放大器采用零差检测方法和低通滤波技术，测量相对于周期性参考信号的信号幅值和相位。锁相测量方法可提取以参考频率为中心的指定频带内的信号，有效滤除所有其他频率分量。如今，市面上最好的锁相放大器具有高达120 dB 的动态储备，意味着这些放大器可以在噪声幅值超过期望信号幅值百万倍的情况下实现精准测量。几十年来，随着科技的不断发展，研究人员已经针对锁相放大器研发出诸多不同的应用方法。如今的锁相放大器主要用作精密交流电压仪和交流相位计、噪声测量单元、阻抗谱仪、网络分析仪、频谱分析仪以及锁相环中的鉴相器。相关研究领域几乎覆盖了所有波长范围和温度条件，例如全日光条件下的日冕观测、分数量子霍尔效应的测量 或者分子中原子间键合特性的直接成像。锁相放大器的功能极其丰富多样。与频谱分析仪和示波器一样，锁相放大器不可或缺，已经成各种实验室装备中的核心工具，比如物理、工程和生命科学等。

## 基本原理
锁相放大器是根据正弦函数的正交性原理工作的。具体来说，就是当一个频率为{\displaystyle \nu }的正弦函数与另一个频率为{\displaystyle \mu }（{\displaystyle \nu \neq \mu }）的正弦函数相乘，然后对乘积进行积分（积分时间远大于两个函数的周期），其结果为零。如果{\displaystyle \nu =\mu }相等，并且两个函数是同相位的，则平均值等于幅值乘积的一半。